# Брунн, Генрих
Генрих Брунн (нем. Heinrich Brunn; 1822—1894) — немецкий археолог.

## Биография
Генрих Брунн много путешествовал по Италии и собирал разбросанные в разных местах материалы для большого сочинения о надписях, которое готовили Моммзен и Ричль, в 1854—1856 гг. был приват-доцентом и хранителем библиотеки в Боннском университете. В конце 1866 г. занял место секретаря Археологического института в Риме. В сотрудничестве с Генценом ему удалось поднять научный уровень этого учреждения и сделать его средоточием образования молодых археологов.
С 1865 года Брунн состоял профессором археологии в Мюнхенском университете и хранителем нумизматического кабинета, а с 1868 года и хранителем коллекции ваз короля Людвига I в Мюнхене.
Был женат на Иде Брунн, урожденной Бюркнер.
Имел трёх детей, в том числе известного математика Карла Германа Брунна.
Генрих Брунн умер 23 июля 1894 года в Шлирзе.
Согласно Энциклопедическому словарю Брокгауза и Ефрона, Брунн — один из выдающихся представителей археологии XIX века, основываясь на анализе художественных мотивов и характере стиля произведения, стремился выяснить культурно-историческое значение памятников искусства. История греческой живописи и этрусского искусства созданы почти исключительно его трудами.

## Труды
- «Geschichte der griech. Künstler» (2 т., Штутгарт, 1853—59),
- «I rilievi delle urne etrusche» (т. I, Рим, 1870),
- «Die Kunst bei Homer» (Мюнхен, 1871).

Также написал много статей для записок Археологического института, Баварской академии наук и для периодических изданий.